# 평면

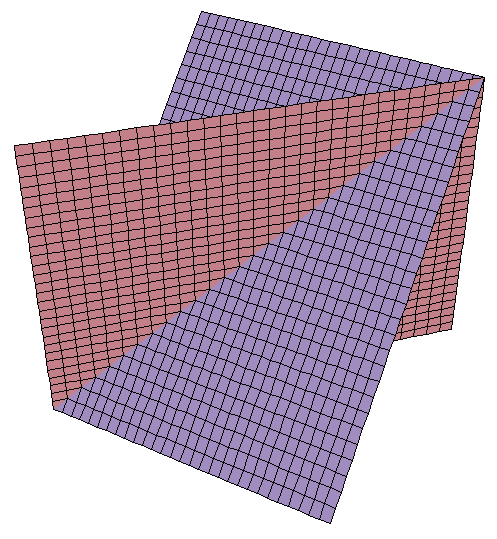
3차원 공간에서 서로 만나는 두 평면

기하학에서 평면(平面, 영어: plane)은 완전하게 평평한 2차원 곡면이다. 직관적으로 말하면, 하나의 평면은 무한히 평평하게 펼쳐져 있는 종이 한 장과 같은 것이다.
평면 기하나 2차원 컴퓨터 그래픽스와 같은 분야에서는 모든 일이 하나의 평면에서 이루어지므로 그냥 "평면"이라 하면 전체 공간을 말하는 것이 된다. 기하학적인 성질을 사용하거나 삼각비를 사용할 때, 함수의 그래프를 그릴 때도 평면에서 대부분의 일이 이루어진다.

## 유클리드 기하
유클리드 공간에서 평면은 곡면의 일종으로서, 그 위에 있는 어느 두 점을 택하여도 그 두 점을 지나는 직선 전체를 항상 포함하는 것으로 정의할 수 있다. 평면은 직교 좌표를 도입하여 임의의 점을 두 실수의 순서쌍으로 유일하게 나타낼 수 있으며, 이 순서쌍을 그 점의 좌표라 한다.
유클리드 공간에서, 평면은 다음 조건 중 하나에 의해 유일하게 결정된다.
- 한 직선 위에 있지 않은 세 점
- 한 직선과 그 위에 있지 않은 한 점
- 서로 만나는 두 개의 서로 다른 직선
- 평행한 두 개의 서로 다른 직선

## R³의 부분 공간으로서의 평면
여기서는 3차원 공간, 특히 R3의 부분공간으로서의 평면을 생각한다.

### 성질
3차원에서는, 더 높은 차원의 공간에서는 성립하지 않는 다음과 같은 성질들을 이용할 수 있다.
- 두 개의 평면은 평행하거나 한 직선에서 만난다.
- 한 직선과 한 평면은 서로 평행하거나 한 점에서 만난다.
- 한 평면에 수직인 두 직선은 서로 평행하다.
- 한 직선에 수직인 두 평면은 서로 평행하다.

### 점과 법선 벡터
3차원 공간 안에서 평면을 결정하는 또 하나의 중요한 방법은 다음과 같다.
- 한 점과, 결정하려는 평면에 수직인 한 직선.

이 때 그 직선을 그 평면의 한 법선이라 한다. 이때 결정되는 평면은 쉽게 식으로 나타낼 수 있다. 주어진 점을 {\displaystyle {\vec {p}}}라 하고 {\displaystyle {\vec {n}}}을 주어진 평면에 수직인, 영이 아닌 벡터라고 하자(이것을 그 평면의 법선벡터라 한다). 그러면 주어진 점을 지나고 주어진 직선에 수직인, 평면은 다음을 만족하는 모든 점 {\displaystyle {\vec {r}}}의 집합이다.
{\displaystyle {\vec {n}}\cdot ({\vec {r}}-{\vec {p}})=0}
{\displaystyle {\vec {n}}=(a,b,c)} , {\displaystyle {\vec {r}}=(x,y,z)} , {\displaystyle {\vec {n}}\cdot {\vec {p}}=-d} 라고 하면, 이 식은 다음과 같이 쓸 수 있다.
{\displaystyle ax+by+cz+d=0}
여기서 a, b, c는 동시에 0이 아니다.
다른 방법으로는, 다음과 같은 꼴을 갖는 모든 점의 집합으로서 평면을 결정할 수도 있다.
{\displaystyle {\vec {u}}+s{\vec {v}}+t{\vec {w}}}
여기서 s 와 t는 임의의 실수 값을 취하며, {\displaystyle {\vec {u}}}는 원점에서 그 평면 위의 임의의 점까지 가는 벡터, {\displaystyle {\vec {v}}} 와 {\displaystyle {\vec {w}}}는 {\displaystyle {\vec {u}}}에서 시작하여 평면을 따라 각각 다른 방향으로 뻗어나가는 벡터로 생각할 수 있다. 이때 {\displaystyle {\vec {v}}} 와 {\displaystyle {\vec {w}}}는 서로 수직일 수도 있지만 꼭 수직이어야만 하는 것은 아니다.

### 세 점을 지나는 평면
세 점 {\displaystyle {\vec {p}}_{1}=(x_{1},y_{1},z_{1})}, {\displaystyle {\vec {p}}_{2}=(x_{2},y_{2},z_{2})}, {\displaystyle {\vec {p}}_{3}=(x_{3},y_{3},z_{3})} 을 지나는 평면은 다음과 같은 방정식으로 결정된다.
{\displaystyle {\begin{vmatrix}x-x_{1}&y-y_{1}&z-z_{1}\\x_{2}-x_{1}&y_{2}-y_{1}&z_{2}-z_{1}\\x_{3}-x_{1}&y_{3}-y_{1}&z_{3}-z_{1}\end{vmatrix}}={\begin{vmatrix}x-x_{1}&y-y_{1}&z-z_{1}\\x-x_{2}&y-y_{2}&z-z_{2}\\x-x_{3}&y-y_{3}&z-z_{3}\end{vmatrix}}=0.}
이 평면을, 위에서 설명한 "점과 법선벡터" 형식으로 고쳐 쓰려면, 법선벡터 {\displaystyle {\vec {n}}}대신 벡터곱 {\displaystyle ({\vec {p}}_{2}-{\vec {p}}_{1})\times ({\vec {p}}_{3}-{\vec {p}}_{1})}
을 사용하고 점 {\displaystyle {\vec {p}}} 대신 {\displaystyle {\vec {p}}_{1}} (사실 세 점 중 아무것이나 하나)를 사용하면 된다.

### 점과 평면 사이의 거리
평면 {\displaystyle ax+by+cz+d=0} 과 점 {\displaystyle {\vec {p}}_{1}=(x_{1},y_{1},z_{1})} 에 대하여 {\displaystyle {\vec {p}}_{1}}에서 평면까지의 거리는 다음과 같다.
{\displaystyle D={\frac {\left|ax_{1}+by_{1}+cz_{1}+d\right|}{\sqrt {a^{2}+b^{2}+c^{2}}}}}

### 두 평면의 교선
서로 만나는 두 평면 {\displaystyle {\vec {n}}_{1}\cdot {\vec {r}}=h_{1}} 과 {\displaystyle {\vec {n}}_{2}\cdot {\vec {r}}=h_{2}} 에 대하여, 그 교선은 {\displaystyle {\vec {n}}_{1}} 과 {\displaystyle {\vec {n}}_{2}} 에 동시에 수직이며, 따라서 {\displaystyle {\vec {n}}_{1}\times {\vec {n}}_{2}} 에 평행이다.
여기에 더하여 {\displaystyle {\vec {n}}_{1}}과 {\displaystyle {\vec {n}}_{2}} 가 정규직교(수직이면서 둘 다 길이가 1)하면, 교선 위의 점으로서 원점에 가장 가까운 점은 {\displaystyle {\vec {r}}_{0}=h_{1}{\vec {n}}_{1}+h_{2}{\vec {n}}_{2}}이다.

### 이면각
서로 만나는 두 개의 평면 {\displaystyle a_{1}x+b_{1}y+c_{1}z+d_{1}=0} 과 {\displaystyle a_{2}x+b_{2}y+c_{2}z+d_{2}=0} 에 대하여 그 사이의 이면각은 그 두 평면의 법선 방향 사이의 각 {\displaystyle \alpha } 로서 다음을 만족한다.
{\displaystyle \cos \alpha ={\frac {{\vec {n}}_{1}\cdot {\vec {n}}_{2}}{|{\vec {n}}_{1}||{\vec {n}}_{2}|}}={\frac {a_{1}a_{2}+b_{1}b_{2}+c_{1}c_{2}}{{\sqrt {a_{1}^{2}+b_{1}^{2}+c_{1}^{2}}}{\sqrt {a_{2}^{2}+b_{2}^{2}+c_{2}^{2}}}}}}

## 다른 수학 분야에서의 평면
보통의 스칼라곱으로 정의되는 등거리사상을 동형사상으로 하여 주어지는 보통의 기하학적 구조 이외에, 추상화의 여러 단계에 따라 평면 또한 여러 가지 방식으로 생각할 수 있다. 추상화의 각 단계는 특정한 범주에 대응한다.
한쪽 극단에는 모든 기하학적 성질과 계량(거리)에 관련된 성질을 제외시킨 위상평면이 있다. 위상평면은 구멍 같은 것이 없는 무한한 고무판과 같은 공간으로, 멀고 가까움은 있지만 거리의 개념은 없으며, 경로라는 개념은 있지만 곧은 선으로서의 직선의 개념은 없다. 위상평면 혹은 그와 동등한 공간인 열린 원판(경계를 포함하지 않는 원의 내부)은 낮은 차원에 대한 위상수학에서 곡면(혹은 2차원 다양체)를 구성할 때 사용되는 기본적인 근방이다. 위상평면은 평면 그래프를 다루는 그래프 이론의 자연스러운 맥락이 되며, 사색 정리와 같은 결과 역시 위상평면의 맥락에서 이루어진 것이라고 할 수 있다.
평면은 아핀 공간으로 생각할 수도 있다. 아핀 공간에 대한 동형사상은 평행이동과 정칙인(특이하지 않은) 선형 변환의 합성이다. 이러한 관점에서 아핀 공간에는 거리는 없으나 한 직선 위에 있다는 개념은 있으며 거리의 비가 보존된다.
미분기하에서는 평면을 2차원 매끄러운 다양체, 즉 매끄러움 구조가 주어진 위상평면으로 본다. 이 경우에도 거리 개념은 없으나 곡선이나 곡면(정확히는 사상)의 매끄러움, 예를 들어 (적용되는 매끄러움 구조의 형태에 따라) 매끄러운 경로의 개념을 정의할 수 있다. 이 경우 공간의 구조를 결정하는 동형사상은 주어진 횟수만큼 미분가능한 일대일 대응이다.
추상화의 반대쪽 극단으로 가면, 기하학적인 평면에 적당한 체의 구조를 주어(다시 말해 평면 위의 점의 집합과 복소수의 집합을 일대일 대응시켜) 복소평면을 구성할 수 있는데, 복소평면은 복소함수론이라는 커다란 분야의 기초가 된다. 복소수체는 단 두 개의 동형사상을 갖는데, 하나는 항등사상이고 다른 하나는 켤레복소수 취하기이다.
실직선의 경우와 마찬가지로 평면은 가장 간단한, 1차원 복소다양체로서 볼 수 있고 이 경우 복소직선이라 부를 때도 있다. 그러나 이런 관점은 평면을 실수에 대한 2차원 다양체로 보는 것과는 매우 대조적인 것이다. 이 경우 동형사상은 공형인 일대일 대응이지만 결과적으로 가능한 것은 한 복소수를 곱하는 것과 한 복소수를 더하는 것을 합성한 사상들이다.
유클리드 기하(모든 곳에서 곡률이 영인)가 평면에 주어질 수 있는 유일한 기하학적 구조는 아니다. 예를 들어 입체화법적 투영을 통해 구면 기하를 줄 수도 있다. 이것은 (마루 바닥에 공을 놓듯이)평면 위에 구를 놓고, 공의 꼭대기의 한 점을 없앤 다음, 이 점에서 광선이 나온다고 생각하고 공의 표면을 바닥에 비추는 것으로 생각할 수 있다. 실제로 지도를 만들 때 이와 비슷한 방법을 쓰기도 한다. 이렇게 하여 얻어진 기하학적 구조는 모든 점에서 일정한 양의 곡률을 갖는다.
또한, 평면이 일정한 음의 곡률을 갖는 쌍곡 평면이 되도록 계량을 줄 수도 있다. 이런 방법은 특수상대성이론에서 시공간을 한 차원의 공간과 한 차원의 시간을 갖는 이차원 공간으로 단순화하여 생각할 때 응용된다.

## 같이 보기
- 일차 방정식